# 中西正樹 (実業家)
中西 正樹（なかにし まさき、1973年11月9日 - ）は、日本の実業家・芸能プロモーター・芸能マネージャー。芸能事務所・株式会社アミューズの代表取締役社長役員。タイシタレーベルミュージック株式会社代表取締役社長。京都府出身。

## 経歴
京都府立洛西高等学校、龍谷大学文学部卒業。2008年には、タイシタレーベルミュージック株式会社代表取締役に就任。2012年からは、アミューズ第1マネージメント部長、2016年からは、エグゼクティブプロデューサー サザンオールスターズプロジェクトを担当。
2019年6月23日に開かれた、アミューズの第41期定時株主総会で、柴洋二郎に代わり、45歳という異例の若さで、同社新社長に正式就任した。
2025年6月、アミューズ代表取締役社長を退任し、兼務していたアミューズミュージックエンタテインメント代表取締役社長およびタイシタレーベルミュージック代表取締役社長、茅ヶ崎エフエム代表取締役社長に専念する。